# Giovanni Battista Caruano
Giovanni Battista Caruano (Cuneo, 20 giugno 1955) è un politico italiano.

## Biografia
Medico urologo. Fin dagli anni '80 è consigliere comunale del Partito Comunista Italiano a Vittoria. Nel 1990 viene eletto consigliere provinciale a Ragusa col PCI.
Dopo la svolta della Bolognina aderisce al Partito Democratico della Sinistra, con cui alle elezioni del 1994 viene confermato in Consiglio provinciale a Ragusa. Nel 1996 viene eletto deputato con L'Ulivo nel collegio uninominale di Vittoria. Nel corso della sua attività parlamentare, è stato componente della Commissione Agricoltura e poi della Commissione Difesa. Nel 1998 allo scioglimento del PDS, aderisce ai Democratici di Sinistra.
Ricandidato dall'Ulivo alla Camera nel 2001 nel collegio di Vittoria, è battuto dal candidato della Casa delle Libertà e non viene rieletto.
Nel 2008 diventa vicesindaco di Vittoria e successivamente assessore e consigliere comunale fino al 2016.